# 구자라트계 미국인
구자라트계 미국인은 미국인 중에서 구자라트인 혈통의 사람들을 말한다. 이들은 인도계 미국인의 하위 집단이다.

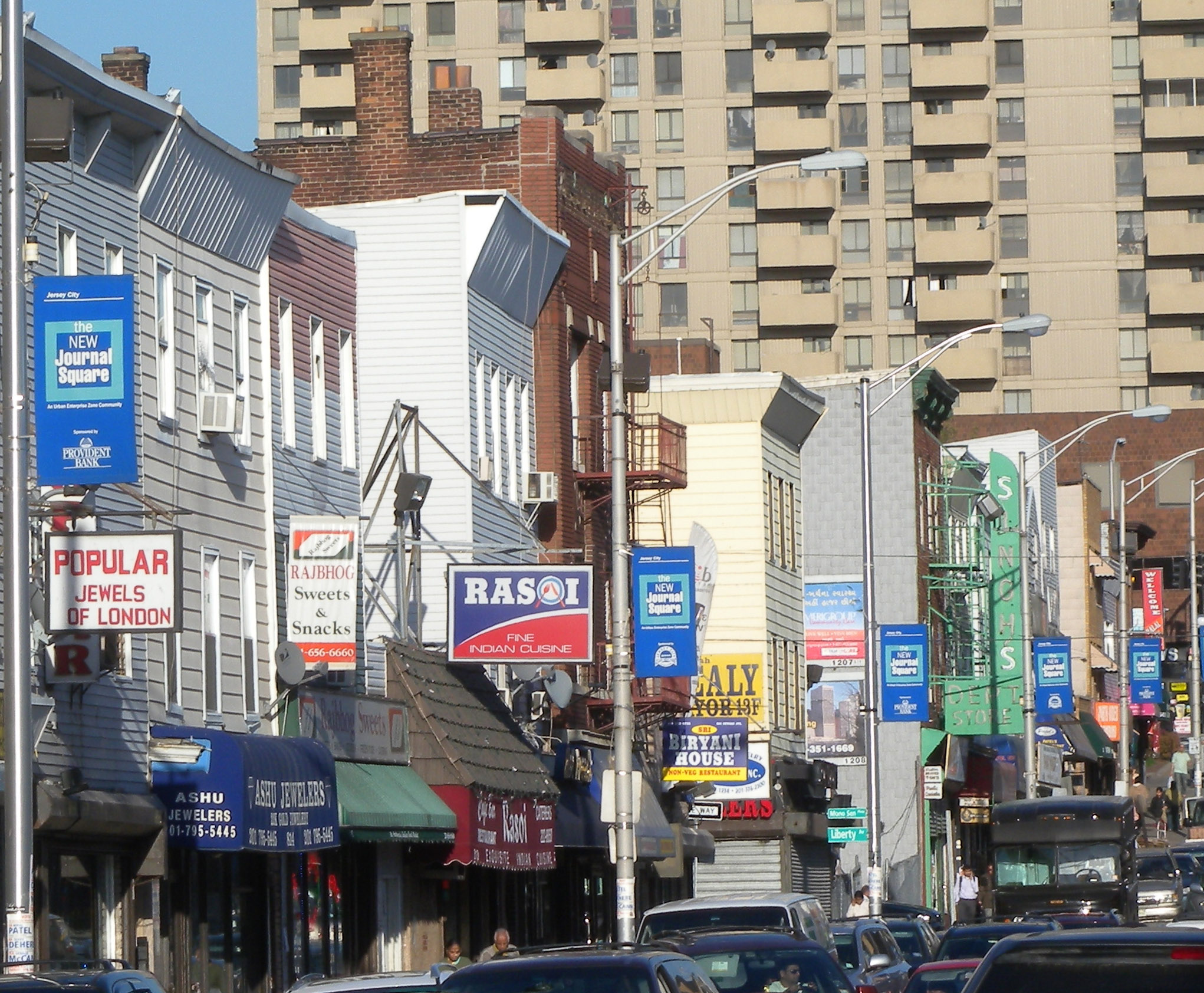
구자라트인들은 전 세계의 많은 도시 지역, 특히 미국 뉴욕으로의 대규모 이민이 계속되면서 뉴욕 대도시권 내 뉴저지주 저지시티의 봄베이에 있는 인도 광장, 또는 리틀 구자라트에서 높은 인구학적 프로필을 달성했다. 인도 이외 지역에서 가장 큰 구자라트 인구를 가진 곳이다.

10만 명이 넘는 구자라트인 개인이 거주하는 구자라트계 미국인 인구의 가장 높은 집중 지역은 압도적으로 뉴욕 대도시권에 있으며, 특히 뉴저지주 저지시티의 성장하는 구자라트 디아스포라 중심지인 인도 광장, 또는 리틀 구자라트와 뉴저지 중부의 미들섹스군 (뉴저지주)에 있는 에디슨에 집중되어 있다. 인도로부터 미국으로의 대규모 이민은 획기적인 1965년 이민 및 국적법 이후 시작되었다. 1965년 이후 초기 이민자들은 고등 교육을 받은 프로페셔널들이었다. 미국의 이민법이 부모, 자녀, 특히 형제자매의 가족 상봉을 기반으로 한 이민을 허용하면서, "연쇄 이민"이라는 현상으로 그 수가 급격히 늘어났다. 신앙은 북텍사스에서 빠르게 성장하는 구자라트 공동체에서 큰 역할을 하며, 이곳에는 세 개의 큰 힌두 사원이 있다. 인구 조사 수치는 2000년부터 2010년까지 콜린, 댈러스, 덴턴, 록월, 태런트 카운티의 인구가 49,181명에서 106,964명으로 두 배 이상 증가했음을 보여준다. 리처드슨에는 오랫동안 구자라트 인구가 정착해 있었고, 그곳에서 사업가들이 북텍사스 인도 협회(1962)를 설립했다. 최근 몇 년간의 변화는 더욱 급진적이었다.
구자라트인들의 기업가 정신과 사업적 기질을 고려할 때, 많은 이들이 상점과 모텔을 열었다. 현재 21세기에는 미국 환대산업의 40% 이상이 구자라트인들에 의해 통제되고 있다. 구자라트 이민 세대의 후손들은 의사, 공학자, 정치인 등 프로페셔널 분야에서도 높은 수준의 발전을 이루었다. 2016년 8월, 에어 인디아는 런던 히스로 국제공항을 경유하여 아마다바드와 뉴저지 뉴어크 리버티 국제공항 간의 직항 서비스를 시작했다.

## 저명한 인물
- 바라트 데사이 (1952년생), 억만장자이자 신텔 회장[12]
- 비오메시 조시 (1954년생), 3D 시스템즈 CEO[13]
- 아미 베라 (1965년생), 캘리포니아주 하원의원[14]
- 레쉬마 사우자니 (1975년생), 변호사 및 정치인[15]
- 소날 샤 (1968년생), 경제학자, 기업 로비스트, 공무원[16]
- 쉬탈 쉬스 (1976년생), 배우 겸 프로듀서[17]
- 칼 펜 (1977년생), 배우 겸 코미디언
- 라지 바브사르 (1980년생), 기계 체조 선수[18]
- 카슈 파텔 트럼프 대통령 행정부 공무원
- 노린 드울프 (1984년생), 배우[19]
- 할림 다니디나, 캘리포니아 최초의 무슬림 판사
- 사반 코테차, 그래미상 후보에 오른 작곡가[20]
- 마파트 파텔과 툴시 파텔, 파텔 브라더스 슈퍼마켓 체인 설립자[21]
- 로히트 비야스, 언론인
- 아바니 그렉, 소셜 미디어 유명인사
- 키란 C. 파텔, 자선가, 연쇄 기업가, 호텔리어 및 심장병 전문의

## 같이 보기
- 뉴욕 대도시권 거주 인도인